# Uperodon
A Uperodon a kétéltűek (Amphibia) osztályába, valamint a békák (Anura) rendjébe és a szűkszájúbéka-félék (Microhylidae) családjába tartozó nem.

## Előfordulása
A nembe tartozó fajok Dél-Ázsiában (Pakisztán, India, Srí Lanka, Bhután, Nepál, Banglades, Mianmar) honosak.

## Rendszerezés
Az Uperodon nem jelenlegi összeállítása 2016-ban alakult ki, amikor a Ramanella nemet a szinonimájaként határozták meg.
A nembe az alábbi fajok tartoznak:
- Uperodon anamalaiensis (Rao, 1937)
- Uperodon globulosus (Günther, 1864)
- Uperodon montanus (Jerdon, 1854)
- Uperodon mormoratus (Rao, 1937)
- Uperodon nagaoi (Manamendra-Arachchi & Pethiyagoda, 2001)
- Uperodon obscurus (Günther, 1864)
- Uperodon palmatus (Parker, 1934)
- Uperodon rohani Garg, Senevirathne, Wijayathilaka, Phuge, Deuti, Manamendra-Arachchi, Meegaskumbura, and Biju, 2018
- Uperodon systoma (Schneider, 1799)
- Uperodon taprobanicus (Parker, 1934)
- Uperodon triangularis (Günther, 1876)
- Uperodon variegatus (Stoliczka, 1872)